# تام رایت (هنرپیشه)
تام رایت (انگلیسی: Tom Wright؛ زادهٔ ۲۹ نوامبر ۱۹۵۲) یک هنرپیشه اهل ایالات متحده آمریکا است.
از فیلم‌ها یا برنامه‌های تلویزیونی که وی در آن نقش داشته‌است می‌توان به نشان‌گذاری شده برای مرگ، بن‌بست، پالمتتو، پاریس را فراموش کن، خیابان واکین، نخل‌های سوزان و پرایم گیگ اشاره کرد.